# Mesochorus declinans
Mesochorus declinans är en stekelart som beskrevs av Heinrich Habermehl 1922.
Mesochorus declinans ingår i släktet Mesochorus och familjen brokparasitsteklar. Inga underarter finns listade i Catalogue of Life.